# Renodaeus
Renodaeus is een geslacht van wantsen uit de familie van de Miridae (Blindwantsen). Het geslacht werd voor het eerst wetenschappelijk beschreven door William Lucas Distant in 1893.

## Soorten
Het genus bevat de volgende soorten:

- Renodaeus ficarius Distant, 1893
- Renodaeus gibbicollis Carvalho & Becker, 1959
- Renodaeus mimeticus Henry, 2015
- Renodaeus texanus Knight, 1926